# Arun (Name)
Arun, (Hindi अरुण) ist ein aus dem Sanskrit stammender männlicher Vorname, der so viel wie Sonne, Morgendämmerung bedeutet; er bezeichnet auch die dazugehörigen Farben tiefrot, feuerrot, goldrot, rubinrot. Das Rote Glühen des Sonnenaufgangs entspricht somit in etwa der Morgenröte im deutschen Sprachgebrauch. Der Name ist heute in Indien als Vorname unter Hindus weit verbreitet. 

## Herkunft und Bedeutung
- In der indischen Mythologie dient Aruna (Sanskrit अरुण) als spirituelle Personifizierung der Morgenröte dem Sonnengott Sūrya (Sanskrit सूर्य) als Wagenlenker beim Sonnenaufgang. Als Sohn des Rishi Kashyapa und der Vinata ist er der Bruder des geflügelten Gottwesens Garuda, der seinerseits Vishnu als Reittier dient. Beide seien Eiern entsprungen; vgl. auch die antike Sage der Dioskuren bzw. der Leda.

- Der Name kommt auch in Wortzusammensetzungen vor, z. B. im Namen des im Nordosten Indiens gelegenen Bundesstaates Arunachal Pradesh (Land der Morgenröte), sowie im hinduistisch beeinflussten Südostasien in religiösen oder kulturellen Zusammenhängen, z. B. beim Tempel Wat Arun in Bangkok.

- Eine Verwandtschaft mit dem biblischen Namen Aaron (hebr. Lade, Kasten; Bundeslade) besteht nicht.

## Namensträger
- Arun Ghosh (* um 1976), britischer Jazzmusiker (Klarinette, Komposition) mit indischen Wurzeln
- Arun Jaitley (1952–2019), indischer Rechtsanwalt und Politiker
- Arun N. Netravali (* 1946), indisch-US-amerikanischer Ingenieur
- Arun Shenoy (* 1978), in Singapur lebender indischer Musiker und Musikproduzent
- Arun Shourie (* 1941), indischer Journalist, Autor und Politiker
- Arun Singh (* 1944), indischer Politiker
- Arun Sonakia († 2018), indischer Geologe

## Familienname
- Tawan Arun (* 1982), französisch-deutscher Filmemacher, Grafiker und Webentwickler